# Arthur e Os Cavaleiros Quadrados da Távola Redonda
Arthur e Os Cavaleiros Quadrados da Távola Redonda é uma série de desenho animado australiana que retrata a vida do Rei Arthur e seus Cavaleiros da Távola Redonda.
Foi produzida originalmente de 1966 a 1968. No Brasil foi televisionado pela Rede Record nas décadas de 1970 e 1980.

## Episódios
- There's An Elephant at the Drawbridge
- A Nice Knight for a Wedding
- Paris Picnic
- Octopus
- Would You Believe, A Beanstalk?
- Which Wizard Versus What Witch
- It's the Only Kingdom I've Got
- Old Moody
- I'll See If I'm There
- The Inn
- Seventeen Going on Seventy
- Will the Real Arthur Please Stand Up
- The Genie Who Came to Dinner
- No Laugh Olaf
- Some Maidens Just Aren't Fair
- New Armour for the King
- Smile, Smile, Smile
- That's What I Call Music
- It's the Gift That Counts
- The King's Champion
- Undercover Knight
- How Do You Like Them Apples
- Pink is In
- Get Your Wish Here
- Little Bundle
- The Crown Jewels
- Mail-Order Bride
- The Unicorn of Camelot
- Belle of the Ball
- While Camelot Sleeps
- Play Gypsy Play
- Be Kind to Dragons
- The Wrecker